# إيما تشادويك
إيما تشادويك، (بالسويدية: Emma Chadwick)‏ (10 أغسطس 1855، ستوكهولم – 2 يناير 1932، افينيون )، رسامة سويدية متخصصة في المشاهد اليومية وصور الأفراد.

## السيرة الشخصية
كانت حفيدة كارل ثيودور ليوشتادت، الذي كان رسام تصغير ومشغل مطبعة وينحدر من أصوئل ألمانية. والدها رودولف ليوشتادت كان خياطًا محترفا. بدأت تعليمها الفني في المدرسة الفنية، ثم درست في الأكاديمية الملكية السويدية للفنون الجميلة من 1874 إلى 1880.  في عام 1881 ، وبعد أن أمضت الصيف على الساحل الفرنسي، ذهبت إلى باريس لإنهاء دراستها في أكاديمي جوليان مع جان تشارلز كازين وتوني روبرت فلوري . حيث أقامت أول عرض لها في الصالون في عامها الأول هناك. 
استقرت في النهاية في مستعمرة الفنانين السويديين في، حيث التقت بزوجها، الرسام الأمريكي فرانسيس بروكس تشادويك . تزوجوا واشتروا نزل هناك في عام 1887 ، والذي أصبح مكان التقاء شعبي للفنانين المغتربين. بعد خمس سنوات، بنوا فيلا على نفس العقار. أثناء وجودها هناك، سافرت على نطاق واسع، وزارت بريتاني مع صديقتها أماندا سيدوال ، ورافقت زوجها في رحلات إلى إسبانيا، وشمال إفريقيا، وإيطاليا، والولايات المتحدة، وإنجلترا. عندما زارها الصديق القديم من الأكاديمية، أندرس زورن ، أشار إلى أنها بدأت تنسى التحدث بالسويدية.
كما أنها تحولت تدريجيا من الرسم إلى الحفر وأصبحت عضوا في مجتمع الرسوميات عندما تم إنشاؤه في عام 1910.  عُرضت أعمالها في قصر الفنون الجميلة في معرض الكولومبي العالمي لعام 1893 في شيكاغو، إلينوي واستمرت في المشاركة في المعارض في الصالون حتى عام 1924. 
شقيقتها، إيفا، كانت أيضًا فنانة مشهورة. في باريس،عام 2018، أدرجت تشادويك في معرض المرأة 1850-1900 . 

## روابط خارجية
- السيرة الذاتية ل @ Svenskt Biografiskt Lexikon
- إيما لوفستاد-تشادويك على Artnet